# Franck Kom
Franck Kom (sinh ngày 18 tháng 9 năm 1991), là một cầu thủ bóng đá người Cameroon thi đấu cho Espérance Tunis ở vị trí tiền vệ.